# Hamburg-Mitte
Hamburg-Mitte is het centrale district (stadsdeel) van de stad Hamburg in Duitsland. Het stadsdeel loopt van de westkant van Hamburg door tot aan de oostkant van de stad. Daardoor grenst het aan elk van de zes andere stadsdelen van Hamburg. De rivier de Elbe loopt door Mitte.
Hamburg-Mitte omvat de wijken: Altstadt, Billbrook, Billstedt, Borgfelde, Finkenwerder, HafenCity, Hamm, Hammerbrook, Horn, Kleiner Grasbrook, Neustadt, Rothenburgsort, St. Georg, St. Pauli, Steinwerder, Veddel, Waltershof en Wilhelmsburg.
De waddeneilanden Neuwerk, Nigehörn en Scharhörn, zo'n 100 kilometer ten westen van de stad gelegen, vallen ook onder dit district.

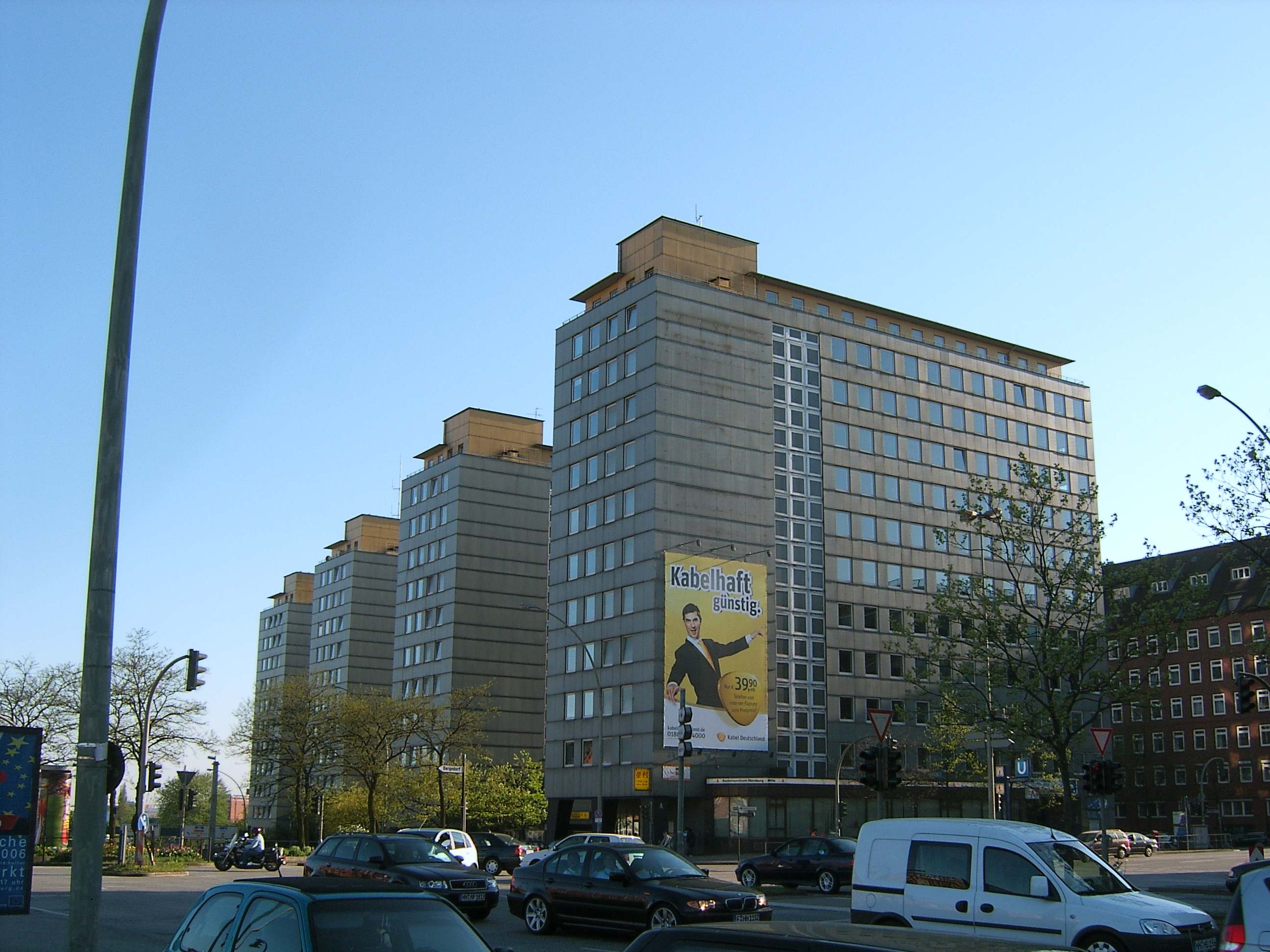
De City-Hof: hier bevindt zich het districtsbureau
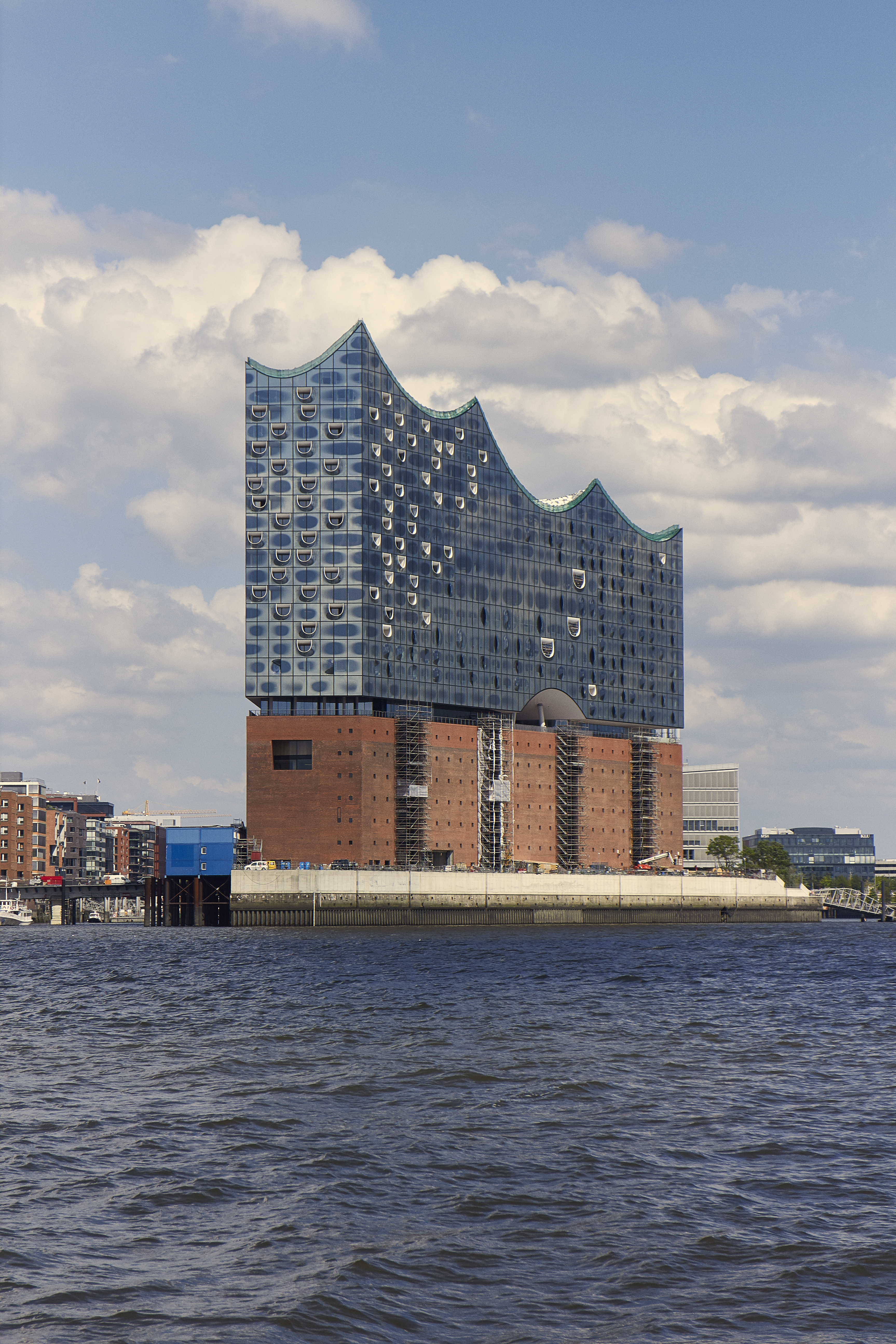
De Elbphilharmonie
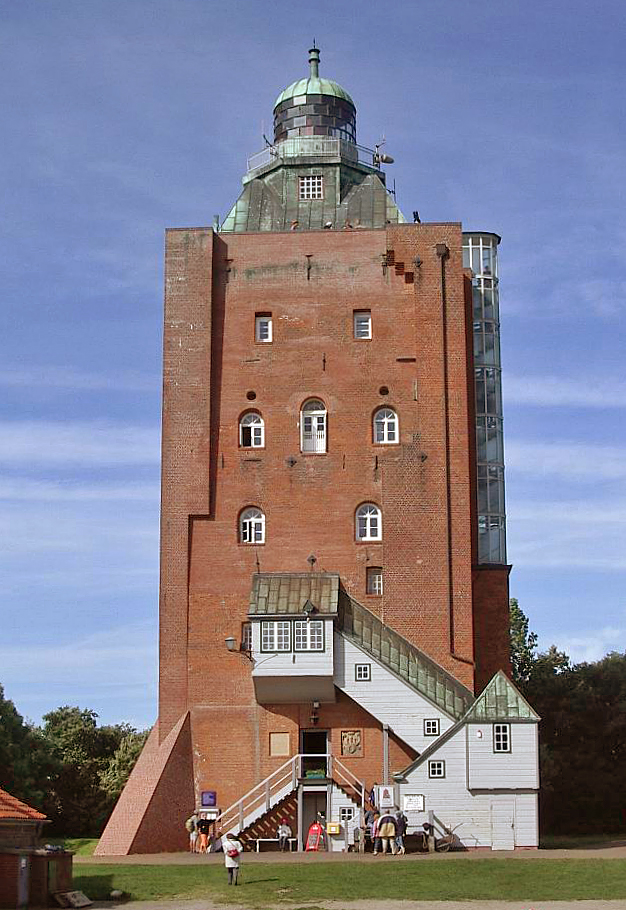
Ook de Neuwerk-Turm hoort bij Hamburg-Mitte

Altona · Bergedorf · Eimsbüttel · Mitte · Nord · Harburg · Wandsbek
Billbrook · Billstedt · Borgfelde · Finkenwerder · HafenCity · Hamburg-Altstadt · Hamm-Nord · Hamm-Mitte · Hamm-Süd · Hammerbrook · Horn · Kleiner Grasbrook · Neustadt · Neuwerk · Rothenburgsort · Steinwerder · Sankt Georg · Sankt Pauli · Veddel · Waltershof · Wilhelmsburg